# Liaoichneumon asiaticus
Liaoichneumon asiaticus är en stekelart som beskrevs av Hong 2002. Liaoichneumon asiaticus ingår i släktet Liaoichneumon och familjen brokparasitsteklar. Inga underarter finns listade i Catalogue of Life.